# Anthony Pannier
Pour les articles homonymes, voir Pannier.

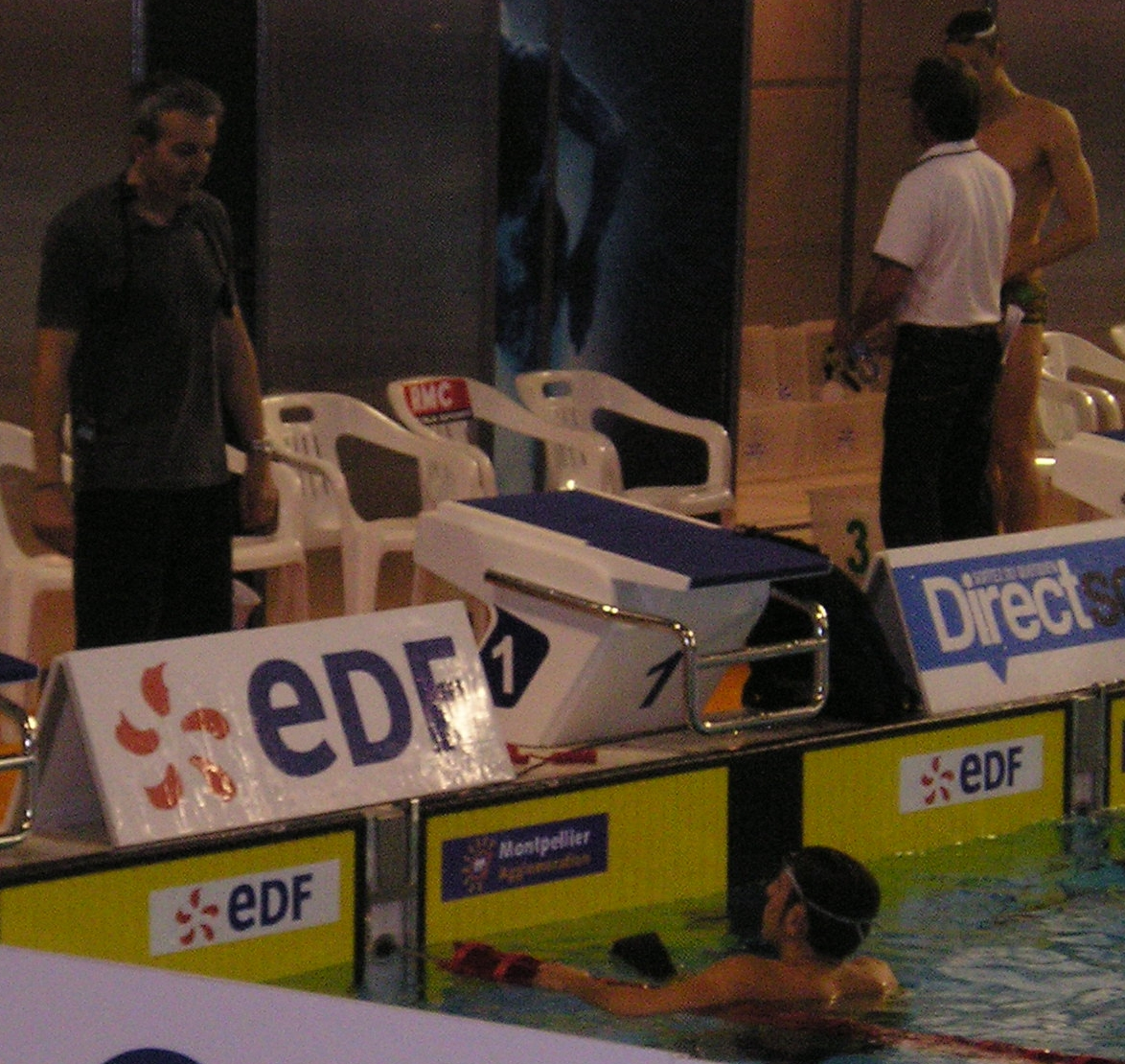
Alexis et Anthony Pannier à l'entraînement pendant les championnats de France de 2009.

Anthony Pannier est un nageur français né le 7 septembre 1988 à Bruges, en Gironde.
Sa spécialité est la longue distance, à savoir le 1500 mètres nage libre (NL), le 800 mètres nage libre, le 400 mètres nage libre et le 400 mètres 4 nages.
Recordman de France du 400 m 4 nages (4 min 16 s 97).
Il est entrainé par son père : Alexis Pannier.

## Palmarès
- Championnats de France minimes :
  -  Médaille d'or sur 400 m nage libre
  -  Médaille d'or sur 400 m 4 nages
  -  Médaille d'or sur 200 m nage libre

- Championnats de France cadets :
  -  Médaille d'or sur 400 m nage libre (2004 et 2005)
  -  Médaille d'or sur 400 m 4 nages (2004 et 2005)
  -  Médaille d'or sur 1500 m nage libre (2005)

- Championnats de France juniors :
  -  Médaille d'or sur 400 m nage libre
  -  Médaille d'or sur 800 m nage libre
  -  Médaille d'or sur 1500 m nage libre

- Championnats de France seniors :
  - 2007
    -  Médaille d'argent sur 800 m nage libre
    -  Médaille de bronze sur 1500 m nage libre

  - 2008
    -  Médaille de bronze sur 400 m nage libre
    -  Médaille de bronze sur 1500 m nage libre

  - 2009
    -  Médaille d'argent sur 400 m nage libre
    -  Médaille d'or sur 400 m 4 nages
    -  Médaille d'argent sur 1500 m nage libre

  - 2010
    -  Médaille d'argent sur 1500 m nage libre
    -  Médaille d'argent sur 400 m 4 nages
    -  Médaille d'argent sur 4 × 200 m nage libre

- Championnats d'Europe juniors :
  -  Médaille de bronze avec le relais 4 × 200 m nage libre lors des Championnats d'Europe juniors de natation 2006

- Autres:
  - 6e des Championnats d'Europe sur 800 NL à Eindhoven (2008)
  - 6e des Championnats d'Europe sur 1500 NL à Budapest (2010)
  - Double vainqueur des championnats de Suisse Open
  - Vainqueur de la finale de la Coupe de France 2005

## Records Personnels
- Grand bassin

| Épreuve           | Temps          | Record           | Lieu               | Date          |
| ----------------- | -------------- | ---------------- | ------------------ | ------------- |
| 400 m 4 nages     | 4 min 16 s 97  | Record de France | Montpellier France | avril 2009    |
| 800 m nage libre  | 7 min 54 s 94  | Record personnel | Montpellier France | 22 avril 2009 |
| 1500 m nage libre | 15 min 06 s 14 | Record personnel | Montpellier France | 26 avril 2009 |

- Petit bassin

| Épreuve           | Temps          | Record           | Lieu          | Date            |
| ----------------- | -------------- | ---------------- | ------------- | --------------- |
| 1500 m nage libre | 14 min 48 s 74 | Record personnel | Nîmes France  | 7 décembre 2007 |
| 400 m 4 nages     | 4 min 14 s 35  | Record personnel | Angers France | 6 décembre 2008 |